# Трубецкой, Алексей Никитич
Князь Алексе́й Ники́тич Трубецко́й (в монашестве Афанасий; ок. 1600—1680, Чолнский монастырь) — русский политический и военный деятель из княжеского рода Трубецких, дипломат середины XVII века, Великого государя ближний боярин и воевода и наместник Казанский. князь Трубецкой, удельный князь Трубчевский, наместник Казанский, ближний боярин, воевода Тобольский, воевода Астраханский, Большой Воевода, глава Царского полка, глава Сибирского приказа, глава Казанского дворца, глава Полковых дел, дипломат Царства Русского, строитель Спасо-Чолнского монастыря, Столобенского монастыря преподобного Нила.
Младший сын боярина князя Никиты Романовича Трубецкого († 1608).

## Биография
Первое упоминание относится к 1618 году, когда он получил чин стольника. Его старший брат Юрий во время Смуты воевал на стороне поляков и ушёл вместе с ними в Польшу, и, возможно, поэтому князь Алексей Трубецкой находился в немилости у патриарха Филарета, что выразилось в его назначениях на воеводство в отдалённые города.
В 1619—1623 годах «смотрел в большие государевы столы». В сентябре 1623 года в бракосочетании царя Михаила Фёдоровича с княжной Долгоруковой Марией Владимировной и в феврале 1626 года, при бракосочетании Государя с Евдокией Лукьяновной Стрешневой, был вторым в свадебных поездах.
В 1629 году назначен воеводой в Тобольск, где пробыл до мая 1631 года. В октябре 1633—1635 года первый воевода в Астрахани. В 1640—1642 годах первый воевода войска стоявшего в Туле, для охранения от крымцев и ногайцев. В 1642 году царь назначает князя Алексея Никитича «большим воеводой», командующим армией на южной границе. В пределах линии Одоев — Крапивна — Тула — Венев — Мценск Трубецким были собраны большие силы, началось строительство крепостей и создание Белгородской засечной черты.
После смерти царя Михаила Федоровича (1645 год) стал приближенным боярина Бориса Морозова, и карьера его быстро пошла в гору. В июле 1645 года послан в полки в Тулу, для приведения к присяге на верность новому царю Алексею Михайловичу. В 1646 году он возглавил личный царский полк. В сентябре 1646 года пожалован в бояре и обедал у Государя в трапезной Троице-Сергиева монастыря, в декабре первый воевода в Туле в связи с крымской угрозою. В январе 1647 года при нашествии крымцев на Орловские и Карачевские места, собирал служилых людей, и приказано ему идти из Тулы в Мценск, но в связи с разбитием крымцев в Рыльском уезде, велено вернуться в Москву. В июле этого же года обедал с Государём в Новодевичьем монастыре, а в августе обедал у патриарха. В августе 1647 года назначен казанским наместником. В 1646—1662 годах возглавлял приказы Сибирский и Казанского дворца, а с 1661 года и Приказ Полковых дел.
В качестве дипломата он был участником переговоров с польским и шведским посольствами в 1647 году. В 1648 году: в сентябре вёл переговоры с шведскими послами, в октябре и ноябре обедал с Государём в Грановитой палате с польскими послами. В январе 1648 года при бракосочетании царя с Марией Ильиничной Милославской, первый сидячий с царской стороны, тогда же оставлен первым охранять Москву, при богомолье государя в Троице-Сергиев монастырь. Назван 30 августа 1649 года ближним бояриным и первым в ответе с польскими послами. В октябре 1649 года обедал у Государя в столовой палате, а в декабре обедал у патриарха, за государевым столом. В 1650 году, в январе и марте, в царские именины обедал у Государя в столовой палате. Первый в ответе: в апреле с персидским послом и в мае с английскими послами, в июле обедал с царём в Новодевичьем монастыре. В мае 1651 года, в Троицын день, обедал с Государём в Троице-Сергиевом монастыре. В 1652 году неоднократно обедал с царём и патриархом. В апреле 1651 года послан по Волоцкой дороге к Спасу на Входню, первым встречать мощи святого Иова патриарха московского. В мае и июне оставлен первым для охраны столицы, на время царского богомолья в Угрешский монастырь, Савин монастырь и Троице-Сергиев монастырь. В июле 1651 года послан первым в село Воздвиженское встречать мощи святого митрополита Филиппа. Тогда же участвовал при постановлении патриархом Никона в Грановитой палате. В 1653 году неоднократно обедал с Государём в различных местах. В январе 1653 года встречал первым на большой встрече у дверей Грановитой палаты при представлении Государю грузинского царевича Николая и обедал с ним за государевым столом в Грановитой палате, после чего послан царём к нему в дом, почивать царевича. В феврале находился в передней палате при крестинах царевича Алексея Алексеевича в Грановитой палате. В этом году неоднократно обедал у Государя и в Золотой царицыной палате при именинах царицы.
В марте 1654 года встречался с послами Богдана Хмельницкого, где обговаривал условия вхождения Украины в состав России. В апреле послан первым в Брянск собирать ратных людей, а после велено с войском идти войною на Рославль и другие польские города.
В начале русско-польской войны в 1654—1655 годов командовал юго-западной армией, которая в кампанию 1654 года взяла крепости Рославль и Мстиславль, уничтожив мирных жителей («Трубецкая резня»), а 24 августа нанесла поражение литовской армии под командованием великого гетмана Януша Радзивилла в битве под Шепелевичами. В сентябре 1655 года взял город Горы, а в октябре был четвёртым при взятии города Дубны, после чего послан из Вязьмы в Брянск вновь собирать ратных людей.
В начале русско-шведской войны 1656-58 гг. командовал 8-тысячной армией, наносивший вспомогательный удар в юго-восточной Ливонии. В ходе похода были взяты крепости Нейгаузен, Ацель (Говья) и Кастер. За службу пожалован шубой золотой бархатной, кубком, да придачей в 200 рублей к его окладу. Тогда же, при отпуске у государя, назначен первым воеводою в Новгород, откуда велено идти с ратными людьми против шведов. Крупнейшим успехом похода и всей войны стало взятие после четырехмесячной осады Юрьева-Ливонского. В октябре 1657 года разбил шведов пришедших на выручку гарнизону г. Юрьев. В 1657 году неоднократно обедал с государём, в Вербное воскресенье водил осла под патриархом, в июне был первым при приёме Кизилбашского посла, в июле встречал и провожал первым у дверей Грановитой палаты при представлении Государю грузинского царя Теймураза и был с ним у царя за обедом, после чего послан в его дом почивать, в сентябре был первым при отпуске Теймураза. В декабре был первым при допросе видного пленного Гешмана Гасевского.
В январе 1659 года послан собирать ратных людей и в феврале идти с ними в Переславль уговаривать запорожцев просить прощения у Государя в своих винах, и если уговорить не удастся то привести их к присяге силою. Трубецкой участвовал в военных действиях на Украине против гетмана Выговского, перешедшего на сторону Речи Посполитой. Командовал русскими войсками во время Конотопской битвы. В 1660 году принимал присягу на верность царю у гетмана и всех запорожских казаков, после чего к нему прибыл гонец с милостивым царским словом и золотым. В 1660 году был при отпуске грузинского царевича Николая, провожал его до кареты, в августе оставлен первым для охраны столицы. После этого, формально оставаясь командующим армией, Алексей Никитич не участвовал в военных походах, а находился при дворе. В 1661 году неоднократно обедал у Государя и царицы, в мае был первым при ответе цесарского посла, в августе оставлен первым для охраны Москвы. В июле1662 году прислан царём из Коломенского в Москву ведать и разыскивать бунтовщиков, при его участии было подавлен Медный бунт в Москве. За успешные действия Государь наградил Алексея Никитича вотчиной — городом Трубчевском с уездом и титулом «державца Трубческого», золотой атласной шубой стоимостью 360 рублей, серебряным кубком и придачей к окладу в 200 рублей. В 1662 году был первым в ответе со шведскими послами, стоял по правую сторону от царя, снимал с него царскую шапку и держал её на блюде, во время, когда царь целовал Евангилие, в утверждение мира со шведским королём.
В 1672 году он стал крёстным отцом царевича Петра Алексеевича, которому подарил своё родовое имение.
Алексей Трубецкой был женат на Екатерине Ивановне Пушкиной († 1669).
В период с 1660 года по 1680 год отстраивал после польского присутствия Спасо-Чолнский монастырь под Трубчевском с удивительной по красоте чудотворной иконой Чолнской Божией Матери. Пожертвовал большую сумму на Столобенский монастырь преподобного Нила (ныне Нилова пустынь на оз. Селигер), так как преподобный Нил, по бытующей в Трубчевске легенде, некоторое время подвизался в пещере под трубчевской Соборной горой, на берегу Десны, и был притесняем католиками, правившими тогда городом.
Умер Алексей Никитич Трубецкой бездетным в 1680 году, приняв монашество под именем инока Афанасия. Похоронен под алтарём Христорождественского собора Спасо-Чолнского монастыря (ныне Брянская область).